# تشيزاري مافيي
تشيزاري مافيي (بالإيطالية: Cesare Maffei)‏ هو رسام إيطالي، (ولد في سيينا في إيطاليا 1805  م).